# Takayuki Hamana
Takayuki Hamana (浜名 孝行 Hamana Takayuki?, 3 de noviembre de 1967), es un animador y director de anime japonés, conocido por dirigir The Prince of Tennis.

## Carrera
Al graduarse de la escuela secundaria, Takayuki Hamana se unió a Ajia-do Animation Works como animador intermedio durante cuatro años. Hamana dejó Ajia-do y se unió a I.G Tatsunoko, donde se convirtió en un animador clave para varios proyectos como Blue Seed (1994) y Jin-Roh (2000). Su experiencia como guionista gráfico y director de un episodio de Crayon Shin-chan se convirtió en el "punto de partida" de su camino para convertirse en director. Hizo su debut como director de series en 2001 con The Prince of Tennis y su debut como director cinematográfico en 2005 con The Prince of Tennis: Futari no Samurai.

## Trabajos

### Series de televisión
Destaca papeles con funciones de dirección de series.
| Año  | Título                                                 | Director(es)                                                  | Estudio                         | Funciones | Refs.        |
| ---- | ------------------------------------------------------ | ------------------------------------------------------------- | ------------------------------- | --- | ------------ |
| 1987 | Hiatari Ryōkō!                                         | Gisaburō Sugii                                                | Group TAC                       | Animación intermedia (#30) | [ 4 ]        |
| 1987 | Kimagure Orange☆Road                                   | Osamu Kobayashi                                               | Pierrot                         | Animación intermedia (#1, 6, 12, 24, 26, 28, 41) | [ 5 ]        |
| 1988 | Moeru! Oniisan                                         | Osamu Kobayashi                                               | Pierrot                         | Animación intermedia (#1, 9, 12, 15, 18, 21) | [ 4 ]        |
| 1988 | Kiteretsu Daihyakka                                    | Hiro Katsuoka Hiroshi Kuzuoka Keiji Hayakawa                  | Gallop                          | Animación clave (#39, 66, 72, 76) | [ 4 ]        |
| 1989 | Chinpui                                                | Mitsuru Hongo                                                 | Shin-Ei Animation               | Director de animación (#48, 50B, 52B) Animación clave (#20A, 24A, 50B)                                                                                        | [ 6 ]        |
| 1989 | Ranma ½                                                | Tomomi Mochizuki Junji Nishimura Kōji Sawai Tsutomu Shibayama | Studio Deen                     | Animación clave (#2, 7, 10, 14) | [ 4 ]        |
| 1991 | 21 Emon                                                | Keiichi Hara                                                  | Shin-Ei Animation               | Animación clave (#3, 6, 10, 14, 18, 22, 26, 30, 34) | [ 4 ]        |
| 1992 | Genki Bakuhatsu Ganbaruger                             | Toshifumi Kawase                                              | Sunrise                         | Director de animación (#3, 18, 24, 30) Animación clave (#17, 24, 30)                                                                                          | [ 7 ]        |
| 1992 | Crayon Shin-chan                                       | Keiichi Hara Mitsuru Hongō Yūji Mutō                          | Shin-Ei Animation               | Director de episodio Guionista gráfico Animación clave | [ 2 ]        |
| 1994 | Blue Seed                                              | Jun Kamiya                                                    | Production I.G Ashi Productions | Animación clave (#1) | [ 3 ]        |
| 1995 | Bonobono                                               | Hitoshi Nanba                                                 | Group TAC                       | Animación clave (#42) | [ 8 ]        |
| 1996 | Akachan to Boku                                        | Takahiro Ōmori                                                | Pierrot                         | Animación clave (#12, 17) | [ 9 ]        |
| 1998 | Popolocrois Monogatari                                 | Kōichi Mashimo                                                | Bee Train                       | Animación clave | [ 4 ]        |
| 1999 | Medarot                                                | Tensai Okamura                                                | Bee Train                       | Director de animación (#5, 12, 20, 29, 37, 45) Animación clave (#3)                                                                                           | [ 4 ]        |
| 2000 | Medarot Damashii                                       | Masatsugu Arakawa                                             | Trans Arts                      | Guionista gráfico (#4, 9, 18, 28) | [ 10 ]       |
| 2000 | Dotto! Koni-chan                                       | Kenji Yasuda Shin'ichi Watanabe                               | Shaft                           | Guionista gráfico (#14C) | [ 11 ]       |
| 2001 | Pachislo Kizoku Gin                                    | Hidehito Ueda                                                 | A-Line                          | Guionista gráfico (#4) | [ 12 ]       |
| 2001 | Parappa the Rapper                                     | Hiroaki Sakurai                                               | J.C.Staff Production I.G        | Guionista gráfico (#7, 13-14) Director de unidad (#1, 7, 14)                                                                                                  | [ 13 ]       |
| 2001 | The Prince of Tennis                                   | Takayuki Hamana                                               | Trans Arts                      | Director Director de episodios (#1; OP 1-2, ED 1-2) Guionista gráfico (#1, 5, 11, 18, 25-26, 35, 39, 55, 64, 68, 73, 101, 111, 116, 128, 178; OP 1-2, ED 1-2) | [ 3 ] [ 14 ] |
| 2005 | Idaten Jump                                            | Takayuki Hamana                                               | Trans Arts                      | Director Director de episodio (#1) Guionista gráfico (#1, 5, 11, 17, 24, 31-32, 44, 50-52)                                                                    | [ 15 ]       |
| 2007 | Wellber no Monogatari: Sisters of Wellber              | Takayuki Hamana                                               | Trans Arts                      | Director Director de episodios (#1; OP, ED) Guionista gráfico (#1, 5, 8, 12-13; OP, ED)                                                                       | [ 16 ]       |
| 2008 | Wellber no Monogatari: Sisters of Wellber Zwei         | Takayuki Hamana                                               | Trans Arts                      | Director Director de episodio (#13) Guionista gráfico (#11-13)                                                                                                | [ 17 ]       |
| 2008 | Toshokan Sensō                                         | Takayuki Hamana                                               | Production I.G                  | Director Director de episodios (#1, 12) Guionista gráfico (#1, 12)                                                                                            | [ 18 ]       |
| 2009 | Kemono no Sōja Erin                                    | Takayuki Hamana                                               | Production I.G Trans Arts       | Director Director de episodios (#1, 14, 50) Guionista gráfico (#1, 8, 14-15, 17, 20-21, 29-30, 34-35, 38, 42, 47, 50)                                         | [ 19 ]       |
| 2011 | Moshidora                                              | Takayuki Hamana                                               | Production I.G                  | Director Director de episodio (#10) Guionista gráfico (#1, 4, 8, 10)                                                                                          | [ 20 ]       |
| 2011 | Blood-C                                                | Tsutomu Mizushima                                             | Production I.G                  | Director de episodio (#6) Guionista gráfico (#6, 10) | [ 21 ]       |
| 2012 | Kuroko no Basket                                       | Shunsuke Tada                                                 | Production I.G                  | Director de episodios (#22) Animación clave (#22) | [ 22 ]       |
| 2012 | Shining Hearts: Shiawase no Pan                        | Itsurō Kawasaki                                               | Production I.G                  | Animación clave (#11) | [ 23 ]       |
| 2012 | Psycho-Pass                                            | Katsuyuki Motohiro Naoyoshi Shiotani                          | Production I.G                  | Director de episodios (#2, 8) Guionista gráfico (#2, 8, 15) Animación clave (#2)                                                                              | [ 24 ]       |
| 2013 | Mushibugyō                                             | Takayuki Hamana                                               | Seven Arcs                      | Director Director de episodios (#1, 13) Guionista gráfico (#1, 4, 11, 13, 16, 24; OP 1-2, ED 1-2) Director de unidad (#ED 1, OP 2)                            | [ 25 ]       |
| 2013 | Kuroko no Basket 2nd Season                            | Shunsuke Tada                                                 | Production I.G                  | Guionista gráfico (#42, 47) | [ 26 ]       |
| 2014 | Yōkai Watch                                            | Shinji Ushiro                                                 | OLM                             | Director de episodios (#8, 12, 21, 82, 92, 101) Guionista gráfico (#21, 84, 92-93, 101-102) Animación clave (#82, 92)                                         | [ 27 ]       |
| 2015 | Junketsu no Maria                                      | Gorō Taniguchi                                                | Production I.G                  | Director de episodio (#1) | [ 28 ]       |
| 2015 | Kuroko no Basket 3rd Season                            | Shunsuke Tada                                                 | Production I.G                  | Guionista gráfico (#71) | [ 29 ]       |
| 2015 | Osomatsu-san                                           | Yōichi Fujita                                                 | Pierrot                         | Guionista gráfico (#2) Animación clave (#2) | [ 30 ]       |
| 2016 | Joker Game                                             | Kazuya Nomura                                                 | Production I.G                  | Guionista gráfico (#3) | [ 31 ]       |
| 2020 | Majutsushi Orphen Hagure Tabi                          | Takayuki Hamana                                               | Studio Deen                     | Director Guionista gráfico (#1; OP, ED) Director de unidad (#OP, ED) Animación clave (#1; OP)                                                                 | [ 32 ]       |
| 2020 | Arte                                                   | Takayuki Hamana                                               | Seven Arcs                      | Director Guionista gráfico (#1, 6, 12) | [ 33 ]       |
| 2021 | Majutsushi Orphen Hagure Tabi: Kimluck-hen             | Takayuki Hamana                                               | Studio Deen                     | Director Director de episodio (#5) Guionista gráfico (#9, 11; OP, ED) Director de unidad (#OP, ED) Animación clave (#ED)                                      | [ 34 ]       |
| 2022 | Cue!                                                   | Shin Katagai                                                  | Yumeta Company Graphinica       | Director de episodio (#16) Animación clave (#7) | [ 35 ]       |
| 2022 | Tensai Ōji no Akaji Kokka Saisei Jutsu                 | Masato Tamagawa                                               | Yokohama Animation Laboratory   | Director de episodio (#4) Guionista gráfico (#4) | [ 36 ]       |
| 2022 | Aoashi                                                 | Akira Satō                                                    | Production I.G                  | Guionista gráfico (#7, 9) | [ 37 ]       |
| 2023 | Majutsushi Orphen Hagure Tabi: Urbanrama-hen           | Takayuki Hamana                                               | Studio Deen                     | Director Guionista gráfico (#1-2, 6, 12; OP, ED) Director de unidad (#OP, ED)                                                                                 | [ 38 ]       |
| 2023 | Kibō no Chikara: Otona Precure '23                     | Takayuki Hamana                                               | Toei Animation Studio Deen      | Director de la serie Director de episodios (#12) Guionista gráfico (#1, 7, 12)                                                                                | [ 39 ]       |
| 2024 | Majo to Yajū                                           | Takayuki Hamana                                               | Yokohama Animation Laboratory   | Director Director de episodios (#1, 6) Guionista gráfico (#1, 6)                                                                                              | [ 40 ]       |
| 2024 | Gimai Seikatsu                                         | Takehiro Ueno                                                 | Studio Deen                     | Director de episodio (#8) | [ 41 ]       |
| 2025 | Mahō Tsukai Precure!!: MIRAI DAYS                      | Takayuki Hamana                                               | Toei Animation Studio Deen      | Director | [ 42 ]       |
| 2026 | Akuyaku Reijō wa Ringoku no Ōtaishi ni Dekiai Sareru   | Takayuki Hamana                                               | Studio Deen                     | Director | [ 43 ]       |
| —    | Mahō Shōjo Lyrical Nanoha EXCEEDS: Gun Blaze Vengeance | Takayuki Hamana                                               | Seven Arcs                      | Director | [ 44 ]       |

### Películas
Destaca papeles con funciones de dirección de series.
| Año  | Título                                                                                 | Director(es)                         | Estudio                         | Funciones                                                     | Refs.  |
| ---- | -------------------------------------------------------------------------------------- | ------------------------------------ | ------------------------------- | ------------------------------------------------------------- | ------ |
| 1988 | Maison Ikkoku: Kanketsu-hen                                                            | Tomomi Mochizuki                     | Ajia-do Animation Works         | Animación intermedia                                          | [ 45 ] |
| 1988 | Kimagure Orange☆Road: Ano Hi ni Kaeritai                                               | Tomomi Mochizuki                     | Pierrot                         | Animación intermedia                                          | [ 46 ] |
| 1997 | Ultra Nyan: Hoshizora kara Maiorita Fushigi Neko                                       | Hiroko Tokita                        | Triangle Staff                  | Animación clave                                               | [ 47 ] |
| 1997 | Ultra Nyan 2: The Great Happy Operation                                                | Hiroko Tokita                        | Triangle Staff                  | Animación clave                                               | [ 48 ] |
| 2000 | Jin-Roh                                                                                | Hiroyuki Okiura                      | Production I.G                  | Animación clave                                               | [ 49 ] |
| 2005 | The Prince of Tennis Movie 1: Futari no Samurai - The First Game                       | Takayuki Hamana                      | Production I.G                  | Director Guionista gráfico                                    | [ 50 ] |
| 2005 | The Prince of Tennis: Atobe kara no Okurimono - Kimi ni Sasageru Tennis Prince Matsuri | Takayuki Hamana                      | Trans Arts                      | Director Guionista gráfico Animación clave                    | [ 51 ] |
| 2009 | Chocolate Underground: Bokura no Chocolate Sensō                                       | Takayuki Hamana                      | Production I.G Trans Arts       | Director Guionista gráfico                                    | [ 52 ] |
| 2010 | Loups=Garous                                                                           | Jun'ichi Fujisaku                    | Production I.G Trans Arts       | Animación clave                                               | [ 53 ] |
| 2012 | Toshokan Sensō: Kakumei no Tsubasa                                                     | Takayuki Hamana                      | Production I.G                  | Director Guionista gráfico Animación clave                    | [ 4 ]  |
| 2012 | Kaiketsu Zorori Da-Da-Da-Daibouken!                                                    | Tomoko Iwasaki                       | Sunrise Ajia-do Animation Works | Animación clave                                               | [ 54 ] |
| 2014 | Giovanni no Shima                                                                      | Mizuho Nishikubo                     | Production I.G                  | Animación clave                                               | [ 55 ] |
| 2014 | The Last: Naruto the Movie                                                             | Tsuneo Kobayashi                     | Pierrot                         | Director de unidad                                            | [ 56 ] |
| 2015 | Psycho-Pass Movie                                                                      | Katsuyuki Motohiro Naoyoshi Shiotani | Production I.G                  | Animación clave                                               | [ 57 ] |
| 2017 | Mahō Shōjo Lyrical Nanoha: Reflection                                                  | Takayuki Hamana                      | Seven Arcs                      | Director Guionista gráfico Director de unidad                 | [ 58 ] |
| 2018 | Mahō Shōjo Lyrical Nanoha: Detonation                                                  | Takayuki Hamana                      | Seven Arcs                      | Director Guionista gráfico Director de unidad Animación clave | [ 58 ] |
| 2021 | Nanatsu no Taizai Movie 2: Hikari ni Norowareshi Mono-tachi                            | Takayuki Hamana                      | Studio Deen                     | Director Guionista gráfico Director de unidad                 | [ 59 ] |
| 2023 | Rakudai Majo: Fūka to Yami no Majo                                                     | Takayuki Hamana                      | Production I.G                  | Director Guionista gráfico                                    | [ 60 ] |

### ONAs
Destaca papeles con funciones de dirección de series.
| Año  | Título                                     | Director(es)                  | Estudio                                | Funciones                       | Refs.  |
| ---- | ------------------------------------------ | ----------------------------- | -------------------------------------- | ------------------------------- | ------ |
| 2008 | Chocolate Underground                      | Takayuki Hamana               | Production I.G Trans Arts              | Director Guionista gráfico      | [ 61 ] |
| 2011 | Golden★Kids                                | Takayuki Hamana               | Desconocido                            | Director                        | [ 62 ] |
| 2017 | Monster Strike: Katsubō no Hate no Risōkyō | Takayuki Hamana               | Sanzigen Yokohama Animation Laboratory | Director                        | [ 4 ]  |
| 2017 | Monster Strike Anime                       | Takayuki Hamana               | Sanzigen Yokohama Animation Laboratory | Director Guionista gráfico (#1) | [ 63 ] |
| 2020 | Kōkaku Kidōtai: SAC_2045                   | Kenji Kamiyama Shinji Aramaki | Production I.G Sola Digital Arts       | Guionista gráfico (#4)          | [ 64 ] |

### OVAs
Destaca papeles con funciones de dirección de series.
| Año  | Título                                               | Director(es)                                    | Estudio                                 | Funciones                                                                         | Refs.         |
| ---- | ---------------------------------------------------- | ----------------------------------------------- | --------------------------------------- | --------------------------------------------------------------------------------- | ------------- |
| 1987 | Twilight Q                                           | Tomomi Mochizuki (#1) Mamoru Oshii (#2)         | Ajia-do Animation Works Studio Deen     | Animación intermedia (#1)                                                         | [ 65 ]        |
| 1990 | Shiawase no Katachi                                  | Shin'ya Sadamitsu                               | Production I.G                          | Animación clave                                                                   | [ 4 ]         |
| 1990 | The Hakkenden                                        | Takashi Anno                                    | AIC Artmic                              | Animación intermedia (#4)                                                         | [ 66 ]        |
| 1991 | Arslan Senki                                         | Mamoru Hamatsu (#1-2, 5-6) Tetsuro Amino (#3-4) | animate Film Aubec                      | Animación clave (#1)                                                              | [ 67 ]        |
| 1992 | Video Girl Ai                                        | Mizuho Nishikubo                                | Production I.G                          | Animación clave (#4, 6)                                                           | [ 68 ]        |
| 1992 | KO Seiki Beast Sanjūshi                              | Hiroshi Negishi                                 | animate Film Zero-G Room                | Animación clave (#1)                                                              | [ 4 ]         |
| 1993 | The Hakkenden: Shin Shō                              | Yukio Okamoto                                   | Artland AIC                             | Animación intermedia (#10)                                                        | [ 66 ]        |
| 1993 | Fantasia                                             | Jun Kamiya                                      | Production I.G                          | Animación clave                                                                   | [ 4 ]         |
| 1994 | Bakuen Campus Guardress                              | Toshihiko Nishikubo                             | Production I.G                          | Animación clave (#2)                                                              | [ 69 ]        |
| 1996 | Blue Seed 2                                          | Jun Kamiya (#1-2) Kiyoshi Murayama (#3)         | Production I.G Xebec                    | Animación clave (#1-2)                                                            | [ 70 ]        |
| 1998 | One Piece: Taose! Kaizoku Ganzack                    | Gorō Taniguchi                                  | Production I.G                          | Animación clave                                                                   | [ 71 ]        |
| 2001 | Good Morning Call                                    | Takayuki Hamana                                 | Production I.G                          | Director Director de episodio Guionista gráfico                                   | [ 4 ]         |
| 2003 | The Prince of Tennis: Sonzoku Yama no Hi             | Takayuki Hamana                                 | Production I.G                          | Director Guionista gráfico                                                        | [ 72 ]        |
| 2007 | The Prince of Tennis: Zenkoku Taikai-hen - Semifinal | Shunsuke Tada                                   | M.S.C                                   | Guionista gráfico (#5)                                                            | [ 4 ]         |
| 2008 | The Prince of Tennis: Zenkoku Taikai-hen - Final     | Shunsuke Tada                                   | M.S.C                                   | Guionista gráfico                                                                 | [ 4 ]         |
| 2011 | Appleseed XIII                                       | Takayuki Hamana                                 | Production I.G Jinnis Animation Studios | Director Guionista gráfico (#1, 7, 9, 12)                                         | [ 73 ] [ 74 ] |
| 2014 | Mushibugyō OVA                                       | Takayuki Hamana                                 | Seven Arcs                              | Director Director de episodio (#3) Guionista gráfico (#1, 3) Animación clave (#3) | [ 75 ]        |
| 2014 | Diamond no Ace OVA                                   | Takayuki Hamana                                 | Production I.G Madhouse                 | Director Guionista gráfico (#1-2)                                                 | [ 76 ]        |